# دراسة الخلايا
دراسة الخلايا أو السيلوميكس (بالإنجليزية: Cellomics)‏ هو مجال التحليل الكمي للخلايا باستخدام طرق التصوير الحيوي والمعلوماتية مع سير عمل يتضمن ثلاثة مكونات رئيسية: الحصول على الصور، وتحليل الصور، وتصوير البيانات وإدارتها. هذه العمليات مؤتمتة بشكل عام. تعتمد جميع هذه المكونات الثلاثة على برامج معقدة للحصول على البيانات النوعية والبيانات الكمية وإدارة كل من الصور والبيانات على التوالي. علم دراسة الخلايا هو أيضًا مصطلح مسجّل كعلامة تجارية، والذي غالبًا ما يستخدم بالتبادل مع التحليل عالي المحتوى (HCA) أو الفحص عالي المحتوى (HCS)، لكن علم الخلايا الخلوية يمتد إلى ما وراء الـ HCA / HCS من خلال دمج أدوات المعلومات المتطورة.

## تاريخ
كان الفحص عالي المحتوى وفرع دراسة الخلايا رائداً من قبل شركة خاصة تُدعى شركة دراسة الخلايا المحدودة (بالإنجليزية: Cellomics Inc)، والتي قامت بتسويق الأدوات والبرمجيات والكواشف لتسهيل دراسة الخلايا في المزرعة، وبشكل أكثر تحديدًا، استجاباتها للجزيئات العلاجية الشبيهة بالعقاقير. في عام 2005، استحوذت شركة فيشر العلمية الدولية (بالإنجليزية: Fisher Scientific International, Inc) على شركة دراسة الخلايا المحدودة (Cellomics Inc). الآن، تواصل الشركة على تطوير منتجات تركز على دراسة الخلايا ضمن خط إنتاجها لتحليل المحتوى العالي.

## تطبيقات
نمت تطبيقات دراسة الخلايا في العمق والاتساع بمرور الوقت. يوجد حاليًا الكثير من التطبيقات في أكثر من 40 مجال مختلف يتم استخدام دراسة الخلايا فيها، بما في ذلك تحليل نماذج الخلايا ثلاثية الأبعاد، وتكوين الأوعية، وإشارات الخلايا. دراسة الخلايا كانت في الأصل أداة مستخدمة من قبل صناعة المستحضرات الصيدلانية للفحص، وقد توسعت الآن في الأوساط الأكاديمية لفهم وظيفة الخلية بشكل أفضل في سياق الخلية. تُستخدم دراسة الخلايا في كل من الأبحاث الأكاديمية والصناعية في علوم الحياة في مجالات مثل أبحاث السرطان، وأبحاث علم الأعصاب، واكتشاف الأدوية، وسلامة المنتجات الاستهلاكية، وعلم السموم؛ ومع ذلك، هناك العديد من المجالات التي يمكن أن توفر لها دراسة الخلايا فهمًا أعمق بكثير للوظيفة الخلوية.

## تحليل الصور
مع الفحص عالي المحتوى في جوهره، تشتمل دراسة الخلايا على مرونة الفحص المجهري الفلوري، وأتمتة وقدرة قارئ اللوحة، وتحليل متعدد المعلمات لقياس التدفق الخلوي من أجل استخراج البيانات من الخلايا المفردة أو من مجموعة من الخلايا.
بمجرد الحصول على صورة باستخدام أجهزة تقنية عالية المحتوى، يتم استخراج بيانات الخلية من تلك الصورة باستخدام برنامج تحليل الصور. قد تكون بيانات الخلية الفردية أو البيانات النسيجية ذات أهمية، ولكن بالنسبة لكليهما، يتم اتباع سلسلة من الخطوات بدرجات متفاوتة من تفاعل المستخدم اعتمادًا على التطبيق والبرنامج المستخدم. تتمثل الخطوة الأولى في تجزئة الخلايا في الصورة التي تزود خوارزميات البرامج بالمعلومات التي تحتاجها للمعالجة النهائية لقياسات الخلايا الفردية. بعد ذلك، يجب على المستخدم تحديد منطقة (مناطق) الاهتمام بناءً على العديد من المؤشرات، أي المنطقة التي يريد المستخدم قياسها. بعد تحديد منطقة الاهتمام، يتم جمع القياسات. القياسات يشار إليها في كثير من الأحيان باسم الميزات، تمليها نوع البيانات المطلوبة من العينة. هناك العديد من الخوارزميات الرياضية التي تدعم كل هذه الخطوات، وتوفر كل حزمة برمجية لتحليل الصور مستوى الانفتاح الخاص بها على الخوارزميات الرياضية المستخدمة.

## إدارة البيانات
يجب إدارة أعداد كبيرة من الصور وكميات البيانات عند إجراء بحث في دراسة الخلايا. يمكن أن تتراوح أحجام البيانات والصور بسرعة من 11 ميغابايت إلى 1 تيرابايت في أقل من عام، وهذا هو السبب في أن دراسة الخلايا تستخدم قوة المعلوماتية لجمع وتنظيم وأرشفة كل هذه المعلومات. يتطلب التنقيب الآمن والفعال في البيانات أن يتم إلتقاط البيانات الوصفية المرتبطة بها ودمجها في نموذج إدارة البيانات. نظرًا للطبيعة الحرجة لإدارة بيانات علم الخلايا، غالبًا ما يتطلب تنفيذ دراسات الخلايا تعاونًا بين الإدارات بين تكنولوجيا المعلومات ومجموعة أبحاث علوم الحياة التي تقود الدراسة.